# 范晔 (翻译家)
范晔（1977年7月—），男，汉族，中华人民共和国翻译家，西班牙语语言文学博士。现为北京大学西葡语系副教授，硕士研究生导师。他是中国大陆马尔克斯授权版中文正式版《百年孤独》（新经典文化出版，2011年5月）的译者。

## 生平
1995年进入北京大学学习西班牙语，师从赵振江。2006年获得西班牙语语言文学博士学位，之后留校任教。
2008年5月至2010年8月，以及2014年10月至2015年7月在西班牙格拉纳达大学孔子学院进行学术交流活动。

## 主要作品
著作
- 《西班牙20世纪诗歌研究》（合著），北京大学出版社2017年。
- 《诗人的迟缓》，上海三联书店2014年；增订版，2016年。

译作
- 罗贝托·波拉尼奥. . 上海: 上海人民出版社. 2017年8月. ISBN 9787208139411.
- 路易斯·塞尔努达. . 上海: 华东师范大学出版社. 2015年8月. ISBN 9787567534575.
- 胡里奥·科塔萨尔. . 南京大学出版社. 2012年11月. ISBN 9787305099090.
- 加西亚·马尔克斯. . 新经典文化有限公司. 2011年. ISBN 9787544253994.
- 胡里奥·科塔萨尔. . 人民文学出版社. 2009年. ISBN 9787020069323.